# Hermann Hreiðarsson
Hermann Hreiðarsson (født 11. juli 1974 i Reykjavik, Island) er en tidligere islandsk fodboldspiller, som senest spillede for Fylkir. Han er nuværende fodboldtræner for Fylkir. Han har en lang karriere i engelsk fodbold bag sig, med ophold i både Crystal Palace, Brentford, Wimbledon, Ipswich Town, Charlton Athletic, Portsmouth og Coventry City.
Hreiðarsson vandt i 2008 med Portsmouth F.C. FA Cuppen.

## Landshold
Hreiðarsson spillede i sin landsholdskarriere 89 kampe og scorede fem mål for Islands landshold, som han debuterede for i juni 2006 i et opgør mod Cypern. Han har siden da adskillige gange været holdets anfører.

## Titler
FA Cup
- 2008 med Portsmouth F.C.